# Juan de Lisboa

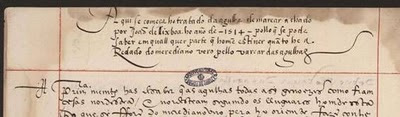
Encabezado de la copia del Tratado da agulha de marear que dice que el original se hizo en 1514.

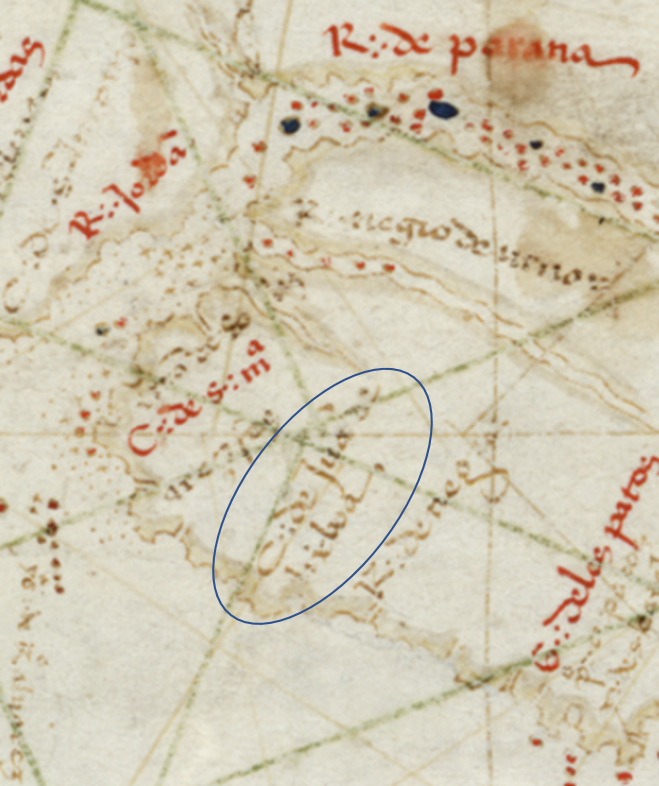
"Cabo de Juan de Lisboa" en el planisferio de Diego Ribero de 1529 actualmente en Roma.

Juan de Lisboa (en portugués actual João de Lisboa, nacido en el siglo XV y muerto en 1526) fue un piloto portugués. Participó en numerosos viajes de exploración a las costas sudamericanas, en una operación anfibia contra las costas marroquíes y en varias expediciones a la India. Escribió un breve tratado sobre la construcción y el uso de brújulas, titulado Tratado da agulha de marear.
No se sabe cuándo nació, aunque es seguro que fue en el siglo XV, y tampoco se conocen con certeza sus primeras navegaciones. Algunos autores afirman que pudo participar en la expedición portuguesa de 1501 a Brasil capitaneada por Gonçalo Coelho. Según el cronista Gaspar Correia, Juan de Lisboa fue el descubridor del cabo de Santa María, en 1514. Historiadores como Konrad Häbler y Rolando Laguarda han identificado también a Juan de Lisboa con el piloto portugués mencionado en la Copia de Newen Zeytung auß Presillg Landt, un impreso en alemán, anónimo y sin fecha, que relata lo que parece ser el descubrimiento del río de la Plata antes de Juan Díaz de Solís.
En 1513 participó, quizás como piloto mayor, en la expedición militar capitaneada por el duque de Braganza contra las costas atlánticas de lo que hoy es Marruecos. En esta operación los portugueses conquistaron Azamor y algunas otras localidades.
Navegó a la India portuguesa en 1518, en la armada que llevó al gobernador Diogo Lopes de Sequeira. Todo indica que realizó otros viajes al mismo destino entre 1521 y 1525. Al morir Gonçalo Álvares, fue designado piloto mayor de la navegación de la India y el mar océano, el 12 de enero de 1525. Falleció probablemente en 1526, ya que el 15 de noviembre de dicho año le sucedió en el cargo Fernão de Afonso.
En 1514 escribió su Tratado da agulha de marear (Tratado de la aguja de marear) sobre la construcción y el uso de brújulas. Aunque no fue editado en versión impresa, el manuscrito tuvo mucha difusión y fue imitado por autores como André Pires y Bernardo Fernandes. Juan de Lisboa explicó en detalle la cuestión de la declinación magnética y explicó cómo utilizarla para determinar la longitud geográfica, una noción que hoy se sabe es errónea pero que en su tiempo se consideró válida, hasta al menos 1538. De las diversas copias del Tratado que se conservan, se cree que la más fiel al original es una conservada en el Archivo de la Torre do Tombo, incluida en un atlas anónimo que se fecha hacia 1550.